# 紐西蘭舊政府大樓
紐西蘭舊政府大樓（英語：Old Government Buildings, Wellington）坐落在威靈頓市中心蘭姆頓碼頭的政府大樓歷史保護區內。於1876年在威靈頓港填海工程上竣工，用於新的紐西蘭政府大樓及其公共服務部門。
該建築現在是威靈頓維多利亞大學法學院的所在地。被紐西蘭遺產委員會列為一級歷史古蹟。
直到1998年，該建築都是世界第二大木造結構建築（僅次於日本奈良的東大寺）。